# Pulau Unauna
Pulau Unauna är en ö i Indonesien.   Den ligger i provinsen Sulawesi Tengah, i den norra delen av landet, 1 800 km öster om huvudstaden Jakarta. Arean är 79 kvadratkilometer.
Terrängen på Pulau Unauna är lite kuperad. Öns högsta punkt är 437 meter över havet. Den sträcker sig 10,4 kilometer i nord-sydlig riktning, och 10,6 kilometer i öst-västlig riktning.